# Hoca Sefer
Hoca Sefer (port. Coge Çofar, Coge Sofar, Coje Çafar, wł. Cosa Zaffer, arab. ‏خوجا زفار‎; ur. 1500 w Otranto, zm. 24 czerwca 1546 w Diu) – wojskowy Sułtanatu Gudźaratu pochodzenia albańskiego, jedna z najbardziej wpływowych osób na dworze sułtana Mahmuda Szaha III. Poległ podczas trzeciego oblężenia Diu.